# Бут Веніамін Євгенович
Бут Веніамін Євгенович (1 серпня 1961) — радянський академічний веслувальник.
Срібний призер Олімпійських Ігор 1988 року в складі вісімки, учасник 1992 року.
Чемпіон світу 1985 року в складі вісімки, срібний призер 1986 (вісімки), 1987 (розпашні четвірки без стернового) років.
Переможець ігор Дружба-84 у складі вісімки.